# Monika Hamann
Monika Hamann (República Democrática Alemana, 8 de junio de 1954), también llamada Monika Meyer, es una atleta alemana retirada especializada en la prueba de 4 x 100 m, en la que ha conseguido ser medallista de bronce europea en 1978.

## Carrera deportiva
En el Campeonato Europeo de Atletismo en Pista Cubierta de 1975 ganó la medalla de plata en los 60 metros, con un tiempo de 7.24 segundos, tras la británica Andrea Lynch y por delante de la polaca Irena Szewińska.
Tres años después, en el Campeonato Europeo de Atletismo de 1978 ganó la medalla de bronce en los relevos 4 x 100 metros, con un tiempo de 43.07 segundos, llegando a meta tras la Unión Soviética y Reino Unido (plata).